# Escola de Sagres

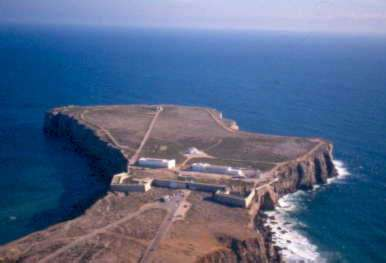
Vista aèria del Cap de São Vicente amb la fortalesa de Sagres.

L'Escola de Sagres va ser una institució portuguesa del segle XV que tenia l'objectiu d'ensinistrar estudiants de marina per fer de Portugal un regne més poderós i ric. Després d'intervenir en la conquesta de Ceuta, l'infant Enric el Navegant va reunir a la vila de Sagres personalitats científiques i tècniques lligades a la navegació oceànica. Des de 1417, aquesta vila fundada per ell mateix al Cap de São Vicente, va atraure entre altres al personalitats com eö cartògraf mallorquí Jehuda Cresques, procedent d'una família de fabricants de portolans qui crearen obres com el famós Atles Català de 1375 (atribuït a ell i al seu pare Abraham Cresques). Després de la mort d'Enric al 1460, el centre impulsor dels descobriments portuguesos va passar a Lisboa.
Des del segle xvi (Damião de Góis), es venen relacionant d'una o altra forma amb aquesta escola els principals descobridors, tant portuguesos, com Vasco da Gama, com d'altres nacionalitats, com Cristòfor Colom. Més que una escola nàutica en el modern concepte de la paraula, Sagres va ser un lloc de reunió de mariners i científics, on intercanviar informació i tècniques, dissenyar mapes, construir vaixells i organitzar expedicions. Segons les cròniques de l'època, cada any dos o tres vaixells partien en expedició. Entre 1444 i 1446, en varen sortir més de quaranta del port i drassana annex (Lagos).
El primer historiador a esmentar el concepte d'Escola de Sagres va ser l'anglès Samuel Purchase (segle XVII), tot i que ja abans Damião de Góis apuntava una idea semblant. Els historiadors anglesos i portuguesos posteriors van assentar l'ús del terme.
L'efectiva realitat històrica d'aquesta institució és discutida per alguns historiadors, que no troben prou suport al seu funcionament a les cròniques contemporànies, i per això la consideren un mite de la història portuguesa. La diversa condició religiosa (jueus, musulmans, cristians) dels seus integrants, i fins i tot la possibilitat de relacionar remotament amb els mitificats templers, a través de la relació que aquesta orde pogués haver tingut amb l'Orde de Crist a la qual Enric pertanyia, augmenten el to romàntic amb què de vegades es presenta l'Escola.

## Primers resultats
João Gonçalves Zarco va arribar Porto Santo (1419) i l'Illa de Madeira (1420), i per la seva part Diogo de Silves a l'Illa de Santa Maria a les Açores (1427). El 1434 Gil Eanes dobla el cap Bojador, el punt més occidental d'Àfrica. Això va significar un període de dotze anys per avançar les dues-centes milles que separen el cap Não del cap Bojador. A partir d'aquest punt, el Mar Tenebrós dels geògrafs àrabs era temut per la dificultat de la tornada, en sentit contrari als vents dominants, que només s'evitaven amb la navegació d'altura, allunyada de la costa. En el segon quart del segle xv es van aconseguir els avenços que el possibilitaren. El vaixell adequat va ser la caravel·la, usada per a la pesca i caracteritzada per la seva robustesa i poc calat, amb un tonatge de 50 a 160 tones i armant 1, 2 o 3 pals amb veles llatines triangulars.

## Era dels descobriments
Al començament del segle xv les tècniques de navegació no diferien pràcticament en res de les usades en l'Antiguitat i es navegava sempre a vista de la costa (cabotatge), utilitzant rems o ventos de feição i el pilot triava ruta pel coneixement pràctic que tingués dels llocs, mars, corrents i fons. Tot i que ja s'utilitzaven l'agulla de marejar (brúixola) i el rellotge de sorra, els instruments nàutics, les cartes de navegació i les observacions astronòmiques estaven lluny de ser útils. Només a l'oceà Índic els mariners àrabs feien servir el kamal per, en la pràctica, mantenir el vaixell sobre una determinada latitud. Com el vent constituïa la principal força motriu dels vaixells, era fonamental el coneixement de les àrees de vents favorables.
Els descobriments portuguesos de començaments del segle xv no es van limitar a l'exploració científica i comercial del litoral africà; hi va haver també viatges mar endins a la recerca d'informacions meteorològiques i oceanogràfiques que permetessin el retorn dels vaixells de la costa africana per zones de vents més favorables. Van ser en aquests trajectes en què es van descobrir els arxipèlags de Madeira i Açores, el Mar dels Sargassos o Mar da Baga, i la volta da Mina ou seja, la ruta oceànica de retorn d'Àfrica. El coneixement del règim de vents i corrents de l'Atlàntic Nord i la determinació de la latitud per a l'observació astronòmica a bord va permetre aquesta ruta de retorn d'Àfrica, creuant l'Atlàntic central a la latitud de les Açores, on els vents de l'oest facilitaven un rumb directe cap a Lisboa, possibilitant així que els portuguesos s'aventuren cada vegada més lluny de la costa.
Diogo Cão i Bartolomeu Dias representaren les dues fites finals d'aquesta època: el primer va arribar a la desembocadura del Congo el 1482, i el segon va doblar el Cap de Bona Esperança el 1487.
Com a corol·lari d'aquests viatges d'exploració, Vasco da Gama va descobrir la ruta marítima a l'Índia entre el 1497 i 1499.